# Масові заворушення в Кондопозі
Конфл́ікт у Кондопо́зі — заворушення в карельському місті Кондопога у вересні 2006, викликані вбивством двох місцевих жителів групою з шести осіб — вихідців з Чечні та Дагестану. Для придушення заворушень був використаний Петрозаводський ОМОН. Затримано понад 100 осіб, які брали участь у вуличних заворушеннях. Карельській владі довелося терміново евакуювати близько 60 осіб кавказьких національностей, яких тимчасово розмістили в Петрозаводську.

## Хроніка конфлікту
За заявою міліції, в ніч на 30 серпня в ресторані «Чайка» (вул. Пролетарська, 15), що належав підприємцю Іманова, у відвідувачів ресторану Сергія Мозгальова та Юрія Плієва виник конфлікт з офіціантом Мамедовим, нелегальним іммігрантом з Азербайджану. Мозгальов і Плієв побили його. Тоді офіціант втік від переслідували його відвідувачів і повідомив про це знайомим чеченцям. Через деякий час ті приїхали на допомогу, озброєні ножами, битами і металевими прутами.
Через півгодини після бійки до ресторану під'їхало дві автомашини з чеченцями. Вони були озброєні ножами, битами і шматками залізної арматури. Не заставши кривдників бармена, чеченці, за повідомленнями очевидців, почали бити і калічити всіх підряд місцевих жителів, які перебували на вулиці біля ресторану. 
У результаті двоє людей загинули на місці від ножових поранень,дев'ять осіб доставлені в лікарні, з них в реанимацію — п'ятеро. 
Ніхто з нападників не постраждав.
- 1 вересня пройшли похорони двох убитих (електромонтера Григорія Слєзова і охоронця Сергія Усіна). По місцевому телебаченню був показаний сюжет, в якому все, що відбулося було названо «побутовою бійкою». Це і сколихнуло місцеве населення. В ніч з 1 на 2 вересня було спалено кілька наметів, гаражів та кафе, що належали вихідцям з Кавказу. Сталося кілька зіткнень, в результаті яких постраждало 8 осіб.
- На сайті ДПНІ була організована стрічка новин, заснована на свідченнях очевидців з Кондопоги. Представники ДПНІ на чолі з Олександром Бєловим виїхали для участі в сході громадян.[9]
- На 2 вересня на 12:00 були назначені так звані народні збори жителів Кондопоги.[10] На головній площі міста пройшов масовий мітинг, учасники якого вимагали від влади виселити протягом доби всіх нелегальних мігрантів. Мітингувальників було близько 2000 осіб[11]. Резолюція мітингу зажадала створення так званих «народних дружин для контролю правопорядку в місті, оскільки міліція не справляється самостійно», вигнання з міста мігрантів з Кавказу і з Середньої Азії. Висувалися заклики до участі «представників народу» у перегляді реєстрації приїжджих у Кондопогу. Частина мітингувальників — кілька сотень людей — вирушила до ресторану «Чайка». Демонстранти спочатку закидали заклад камінням, а потім, увірвавшись всередину, підпалили підсобне приміщення. Після того, як співробітники міліції відтіснили людей, а пожежники загасили вогонь, люди почали громити комерційні намети. О 18 годині міністром внутрішніх справ Карелії був уведений у дію оперативний план «Вулкан-1», в Кондопозі розгорнуто оперативний штаб МВС. До міста прибули прем'єр-міністр Республіки Карелія, міністр внутрішніх справ Карелії, заступник начальника УФСБ республіки.[12] Ближче до 22:00 за московським часом, як повідомляє «Інтерфакс», протестувальники знову зібралися біля ресторану та підпалили його. Представники МВС стверджують, що серед нападників переважала молодь у віці від 16 до 22 років.[3]
- 3 вересня в прокуратуру Карелії з'явилися три чеченця, які брали участь у масовій бійці. Вони були затримані в порядку ст. 91 КПК РФ 03.09.2006, а на наступний день — поміщені під варту.[6]
- Глава Карелії Сергій Катанандов поклав відповідальність за події в Кондопозі на чеченців. Він заявив 4 вересня: «Головною причиною стало те, що на наших очах група представників іншого народу поводилася зухвало, ігноруючи менталітет нашого народу. Північних людей потрібно довго доводити. Загалом, я розумію почуття тих людей, які вийшли на вулицю. … Наша ціль — вигнати звідси нахабну зухвалу молодь, яка нас не поважає, причому місцева влада і правоохоронні органи явно закривали очі на багато зловживань, тоді як наші громадяни за ті ж порушення несли відповідальність за повною програмою. Ми не проти жителів Кавказу, навпаки, наші двері завжди відкриті для чесних і працьовитих людей, але ми не дозволимо не поважати наші закони».[13]
- 5 вересня перед будівлею адміністрації міста Кондопога знову пройшов стихійний мітинг. За повідомленням радіостанції «Ехо Москви», в місті введено негласну комендантську годину — вночі на вулицях перевіряють документи. Тих, хто не може пред'явити документи, затримують.[14] Число заарештованих за підозрою у вбивстві досягло 6 осіб (чотири уродженця Чечні і один дагестанець). Трьох з них затримали невдовзі після бійки в «Чайці», ще троє з'явилися в прокуратуру самі після переговорів представників місцевих правоохоронних органів з лідерами чеченської діаспори Карелії. З шістьох заарештованих четверо звинувачуються у вбивстві, а двоє — у хуліганстві. До міста прибула команда молодіжного руху «Наші» з метою ведення проурядової пропаганди серед місцевого населення.[15]
- 6 вересня ситуація в Кондопозі знову загострилася. Як повідомило РИА «Новости», невідомі підпалили будівлю спортивної школи, в якій проживали кілька сімей із Середньої Азії.[16] Від погромів з Кондопоги втікло більше 30 кавказьких сімей, які були розміщені в колишньому піонерському таборі «Айно». Затримано 109 осіб, 25 з них пред'явлені звинувачення в хуліганстві. Прокуратура також розпочала перевірку щодо дій міліції.[17] Вранці в Карелію прибув представник президента Чечні Мовладі Ахматукаєв, а також депутати і співробітники правоохоронних органів республіки, передає ІТАР-ТАРС. Вони зустрілися з представниками чеченської діаспори.[18] На думку жителів міста, міліція надає протидію місцевим мешканцям, а органи центральної влади ведуть політику замовчування реальної ситуації в Кондопозі.[19] Всього в 35-тисячній Кондопозі зосереджено близько 600 міліціонерів і військових.
- 6 вересня в результаті оперативно-розшукових заходів був затриманий Сергій Мозгальов, який звинувачується в тому, що він був призвідником сварки в ніч з 29 на 30 серпня.[6]
- 8 вересня близько трьохсот людей зібралися на мітинг в Кондопозі, знову вимагаючи, щоб вихідці з Північного Кавказу, вивезені з міста, не були допущені назад.[20] Офіційна влада перешкоджала проведенню мітингу. В знак жалоби жителі одягли білі пов'язки.
- 9 вересня прем'єр-міністр Чечні Рамзан Кадиров виступив з погрозами на адресу Карелії, пригрозивши знайти «правовий спосіб» розібратися з жителями Кондопоги, якщо цього не зробить карельська влада[21].
- 12 вересня представники чеченської діаспори в Кондопозі, яким були пред'явлені звинувачення у вбивстві і груповому хуліганстві, відмовилися визнати себе винними і давати свідчення у справі.[22]

## Розслідування та суд
6 вересня 2006 року в результаті проведених оперативно-розшукових заходів було затримано Сергія Мозгальова, підозрюваного слідством в участі у бійці в барі (Мозгальов до цього був відомий як виконавець замовного вбивства, за яке був засуджений).
14 вересня прокуратура Карелії пред'явила звинувачення Сергію Мозгальову.
2 листопада — як повідомило РИА «Новости», в Кондопогу повернулися чеченці, які виїхали звідти після масових заворушень.
14 листопада в телепрограмі «Вести» (РТР) пройшов репортаж «Призвідників бійки судять раніше вбивць»,в якому вказувалося на напруженість, що зберігається навколо конфлікту в Кондопозі.
16 листопада прокуратурою Республіки Карелія була порушена кримінальна справа за статтею 282 ч.1 проти координатора громадських зв'язків ДПНІ Олександра Бєлова.

### 2007
27 березня 2007 року суд міста Кондопога визнав призвідників бійки Сергія Мозгальова та Юрія Плієва винними у скоєнні злочину, передбаченого статтею 116 ч. 2 КК РФ (нанесення побоїв). Мозгальов засуджений до 3,5 років позбавлення волі, а Плієв — до 8 місяців позбавлення волі. 
ЛДПР і Д. Рогозін закликали до звільнення підозрюваних, у тому числі і Мозгальова, з-під слідства, аргументуючи це тим, що влада сама винна в сформованій ситуації.
Вбивство Сергія Усіна та Григорія Слєзова, яке відбулося внаслідок нападу бандитів після бійки в рестороні, залишалось не розкритим.
29 червня Плієв, відбувши термін покарання, вийшов на свободу.
2 листопада в Кондопозькому міському суді закінчено розгляд кримінальної справи за звинуваченням дванадцяти жителів Кондопоги в участі в масових заворушеннях. Вироком суду всі вони були визнані винними у скоєнні злочину, передбаченого ч. 2 ст. 212 КК РФ — участь в масових заворушеннях, що супроводжувалися погромами, підпалами і нищенням майна. Кожному з них призначено покарання у вигляді позбавлення волі строком три роки умовно. Троє з дванадцяти засуджених оскаржили вирок до Верховного суду Республіки Карелія. 4 лютого 2008 року судовою колегією в кримінальних справах Верховного суду Республіки Карелія скарги були розглянуті, вирок залишено без зміни.
Розслідування та суд над вбивцями і їх спільниками затяглися більш ніж на три роки. Станом на грудень 2007 року, кількість затриманих за підозрою в скоєнні вбивств зменшилася до 1 людини. Слідство у справі інших обвинувачених (Магомед Ахмадов, Асланбек Баканаєв, Магомед Камілов, Геріхан Магомадов, Іслам Магомадов та Саїд-Магомед Едільсултанов) було завершено у квітні 2008 року. 

### 2008
22 липня 2008 року у Верховному суді Карелії було оголошено обвинувальний висновок, згідно з яким шість підсудних обвинувачуються у вчиненні хуліганських дій, умисному заподіянні шкоди здоров'ю і спричиненні тяжкої шкоди здоров'ю. Іслам Магомадов звинувачувався у вбивстві двох людей. Всі підсудні заявили, що не визнають себе винними.

У ході слідства на адресу свідків неодноразово надходили погрози.